# Premstätten
Premstätten osztrák mezőváros Stájerország Graz-környéki járásában. 2017 januárjában 5934 lakosa volt.

## Fekvése

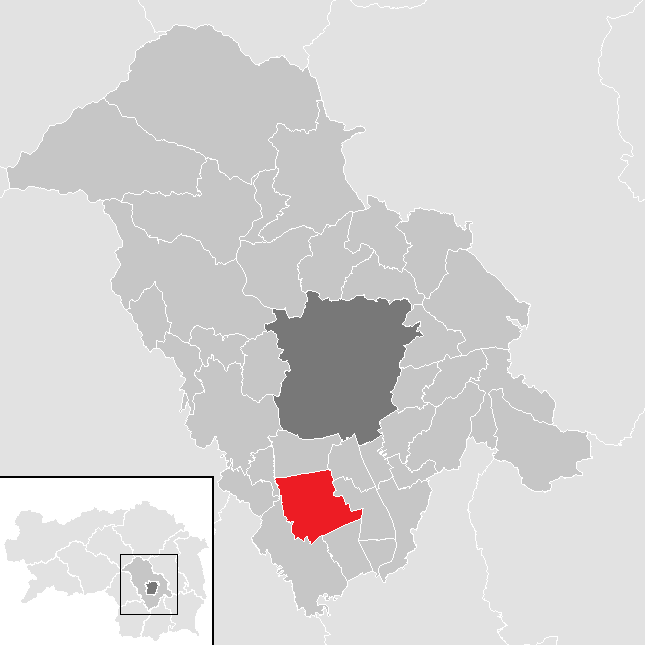
Premstätten a Graz-környéki járásban

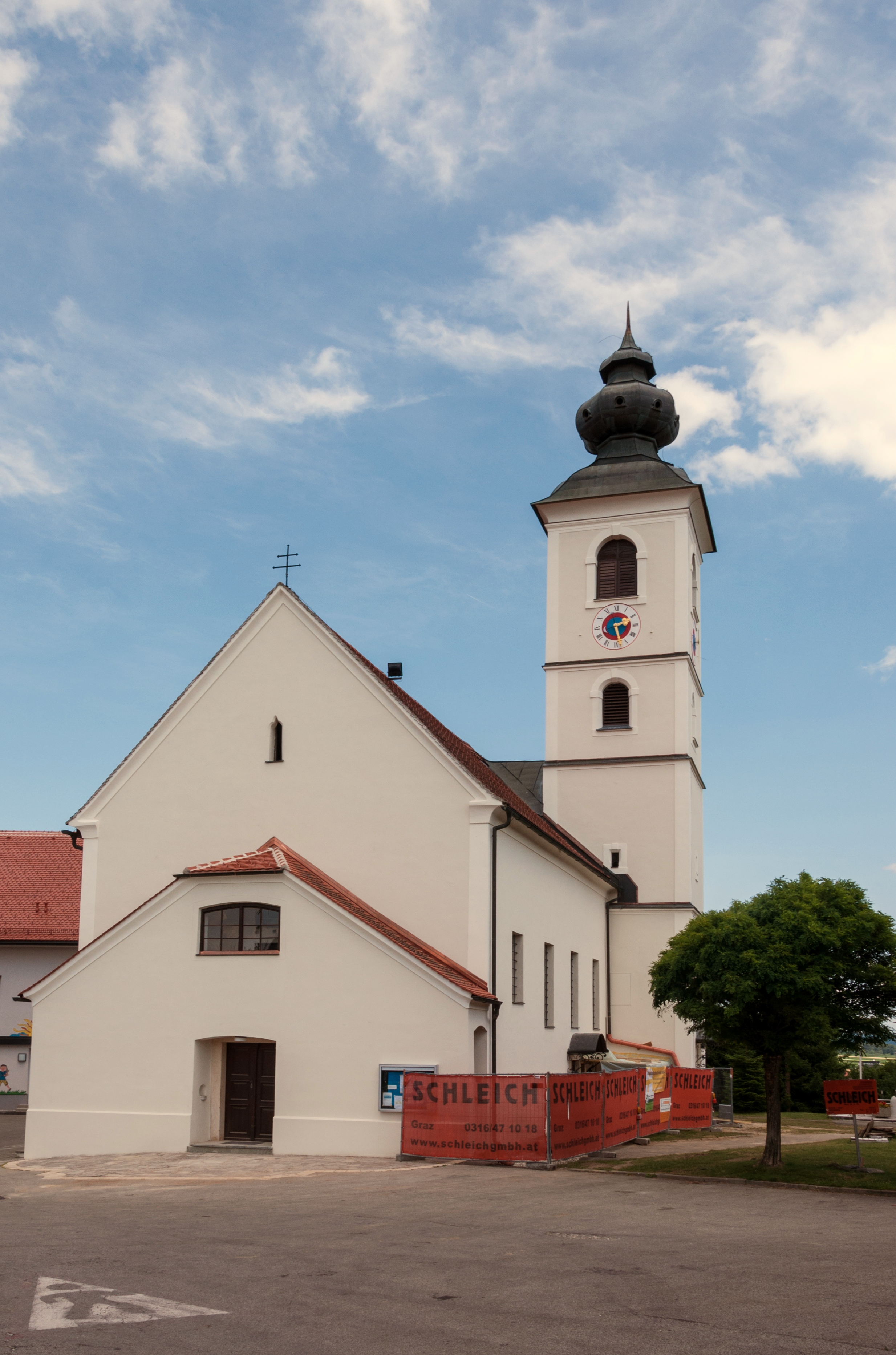
A Szt. Tamás-plébániatemplom

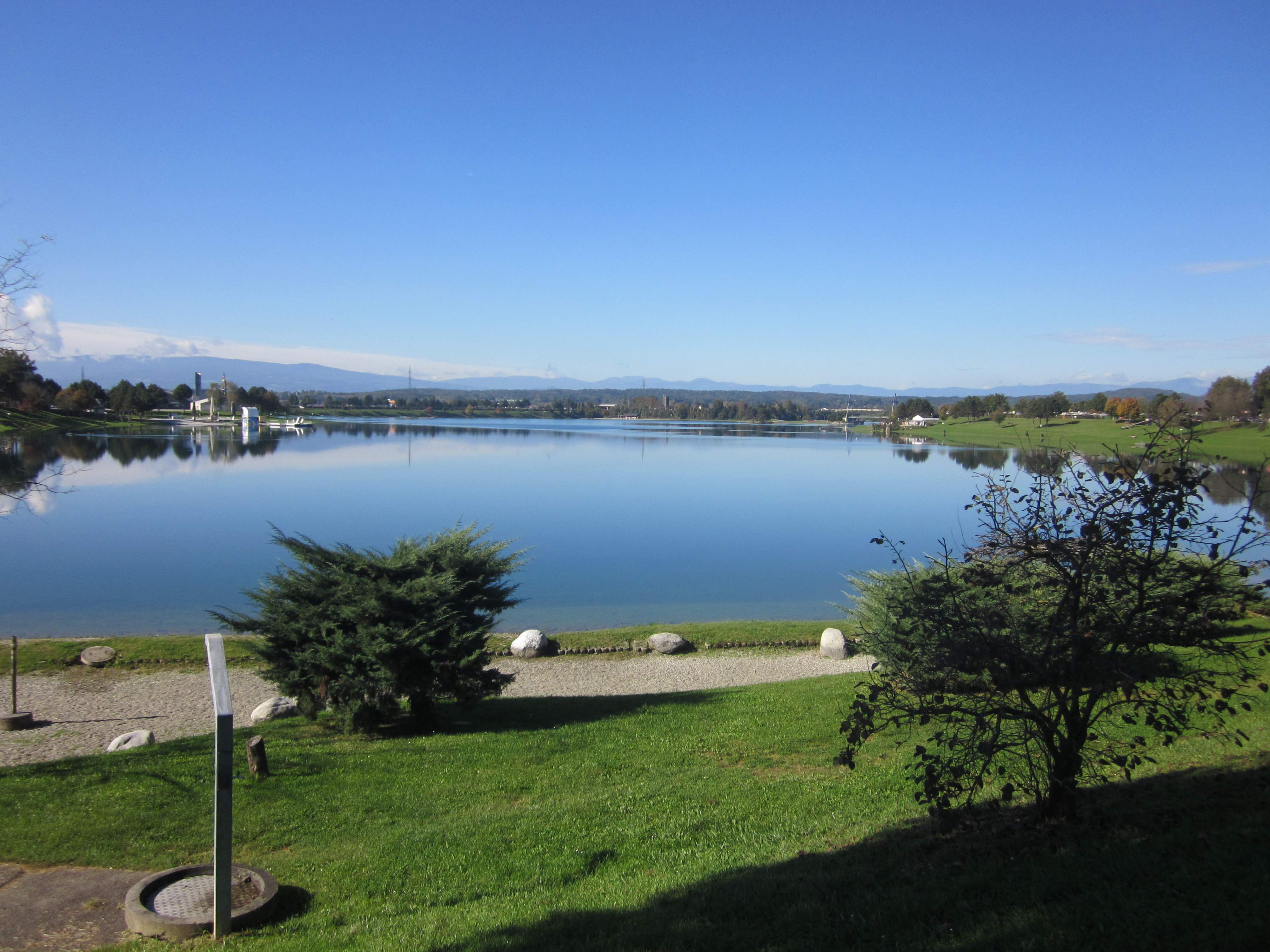
A Schwarzlsee

Premstätten a Grazi-medence nyugati részén fekszik, a Kaiserwald erdejében, kb. 5 km-re délre Graztól. Legfontosabb folyóvizei a Gepringbach, a Poniglbach és a Laabach. Az önkormányzat 6 települést egyesít: Bierbaum (742 lakos 2017-ben), Hautzendorf (870), Laa (532), Oberpremstätten (1256), Unterpremstätten (2090) és Zettling (444).
A környező önkormányzatok: északra Seiersberg-Pirka, északkeletre Feldkirchen bei Graz, keletre Kalsdorf bei Graz, délkeletre Wundschuh, délre Dobl-Zwaring, nyugatra Lieboch, északnyugatra Haselsdorf-Tobelbad.

## Története
Az önkormányzat a 2015-ös stájerországi közigazgatási reform során jött létre Unterpremstätten mezőváros és Zettling község egyesülésével Unterpremstätten-Zettling néven. Mai nevét 2016 januárjában kapta.  
A Preuenstaette nemesi nemzetséget először 1179-ben említik írásban. 1448-ban Jörg Saurau engedélyt kapott Frigyes királytól (később császártól), hogy építsen egy tornyot és egy kis erődöt Oberpremstättenben.
1532-ben a törökök Kőszeg ostromából visszatérőben elpusztították Stájerország nagy részét, köztük Unterpremstättent is. A következő évtizedekben a premstätteni szekeresek fokozatosan elkezdték kiszorítani Grazból a helybeli fuvarozókat, míg azok 1660-ban szövetségbe nem tömörültek és kitiltatták riválisaikat a városból. 1761-ben a falu önálló egyházközséggé vált. A 19. században a község a mezőgazdaság mellett egyre inkább iparosodni kezdett. A 20. második feléig a téglagyártás volt a legfőbb iparág.  

## Lakosság
A premstätteni önkormányzat területén 2017 januárjában 5934 fő élt. A lakosságszám 1869 óta gyarapodó tendenciát mutat, az utóbbi évtizedekben elsősorban a Grazból a környező településekre kiköltözők miatt. 2015-ben a helybeliek 90,9%-a volt osztrák állampolgár; a külföldiek közül 1,6% a régi (2004 előtti), 5,8% az új EU-tagállamokból érkezett. 0,8% a volt Jugoszlávia (Szlovénia és Horvátország nélkül) vagy Törökország, 1% egyéb országok polgára. 2001-ben a unterpremstätteni lakosok 83,6%-a római katolikusnak, 3,4% evangélikusnak, 9,6% pedig felekezet nélkülinek vallotta magát. Ugyanekkor 22 magyar élt a mezővárosban. A legnagyobb nemzetiségi csoportokat a német (95,1%) mellett a horvátok és a szlovének alkották 1-1%-kal.

## Látnivalók
- Unterpremstätten kastélya és a hozzá tartozó "kerti ház" (Gartenhaus). A kastély helyén 1164-ben már vár állt, a Premstätten lovagi nemzetség székhelye. Az erőd az 1532-es török támadás során megrongálódott. A 17. században akkori tulajdonosa, Leonhard von Saurau kastéllyá alakította át. Mai barokkos külsejét 1775-ben nyerte el. 1911-ben tetőtere kiégett, tulajdonosa, Hermine von Normann-Ehrenfels grófnő 1931-ben az üres épületet eladta a Comboni misszionárius rendnek, akik iskolaként használták. 1938 után az SS információs központot rendezett be a kastélyban, a világháború után pedig brit katonákat szállásoltak be, akik a kerti szobrokat céltáblának használták. 1947-ben a rend visszakapta az épületet majd 1982-ben eladták mai tulajdonosának, a szenzorokat gyártó ams AG-nek.
- a Szt. Tamás-plébániatemplom
- a műemlék volt városháza
- a Schwarzlsee tava mellett 2010-2017-ben 120 ezer látogatót vonzó dance-fesztiválokat rendeztek

## Fordítás
- Ez a szócikk részben vagy egészben  a   Premstätten című német Wikipédia-szócikk ezen változatának fordításán alapul.  Az eredeti cikk szerkesztőit annak laptörténete sorolja fel. Ez a jelzés csupán a megfogalmazás eredetét és a szerzői jogokat jelzi, nem szolgál a cikkben szereplő információk forrásmegjelöléseként.